# Tuahiwi
Tuahiwi est une petite localité de l’Île du Sud de la Nouvelle-Zélande.

## Situation
Elle est localisée entre les villes de Woodend et Rangiora.
Elle est située à 6 km au nord de Kaiapoi.

## Installations
Le village comprend le marae de Tuahiwi, un lieu de rencontre tribal des Ngāi Tahu et de sa branche « Te Ngāi o Tūāhuriri Rūnanga ».
Le marae comprend la maison de réunion wharenui (en) Māhunui II,.

## Histoire

### Pré-européenne
Les terrains sur lesquels la ville de Tuahiwi fut fondée appartenaient à l'origine aux Ngāi Tūahuriri hapū du pā  des Ngāi Tahu.

### Arrivée des Européens
En 1831, avant la colonisation européenne, le pâ fut attaqué par Te Rauparaha. Cette attaque était un raid de représailles selon le concept du (utu) et le pâ retourna aux Ngāi Tūahuriri, quand l’attaque fut terminée. Avec la colonisation européenne, le site fut réservé aux Maoris par Walter Mantell (en) lors de la signature du Kemp's Deed (en).

### Développement ultérieur
En 1870, il y avait une maison de rencontre sur le site qui faillit brûler.
Parmi les événements importants, il y eut l’établissement d’une mission maorie qui comprenait une église construite en 1867 dont la première pierre a été posée par le Gouverneur George Grey lors de sa visite de la colonie.
En 1890, Tuahiwi fut décrit comme étant un village agréable de résidences maories.
Les anciens whares avaient été remplacés par des cottages solidement clôturés avec des jardins.
Une école, une église (St Stephens) et une maison de rencontre furent construites au centre de la commune et il y avait un mât devant la salle de réunion.
La Maori Land Court utilisait la maison de rencontre de temps en temps.

### Évènements
En 1900, le Tuahiwi hall a servi de base à la Compagnie D du 1st North Canterbury Mounted Rifle Battalion, une unité de volontaires.
Le Mounted Rifles comprenait des  Maoris Tuahiwi, à qui avait été refusée la permission de se battre lors de la seconde guerre des Boers entraînant des protestations auprès du Premier ministre Richard Seddon en 1901,.
Le Dr Reginald Koettlitz et un certain nombre des membres de l'expédition Discovery de Robert Falcon Scott ont rendu une visite de bienveillance à Tuahiwi en décembre 1901 avant leur départ du port de Lyttelton pour l’Antarctique .

## Éducation

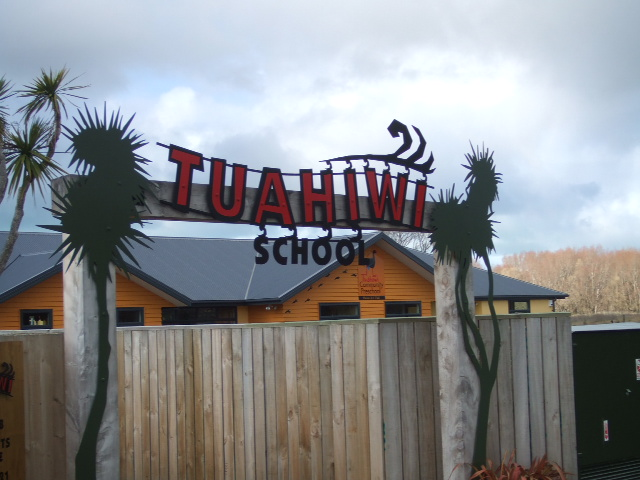
Ecole de Tuahivi

Le collège Te Wai Pounamu pour filles maories y a été fondé en 1909.
Il fut transféré ensuite vers Christchurch.

## Personnalités notables
- Wiremu Nahira Te-hoika, chef Maori né vers 1812 à Kaiapohia et venu à Tuahiwi en 1850 où il est mort en février 1903[13].
- Joe Moody, international néo-zélandais de rugby à XV.